# میکلا د روسی
میکلا دِ روسی (ایتالیایی: Michela De Rossi؛ زادهٔ ۲۵ ژانویه ۱۹۹۳)بازیگر اهل ایتالیا است. وی از سال ۲۰۱۷ میلادی تاکنون مشغول فعالیت بوده است. وی دانش‌آموختهٔ «آکادمی بین‌المللی تئاتر کوئیرینو» است.
از فیلم‌ها یا برنامه‌های تلویزیونی که وی در آن نقش داشته است، می‌توان به قدیسان فراوان نیوآرک اشاره کرد.